# Zosui

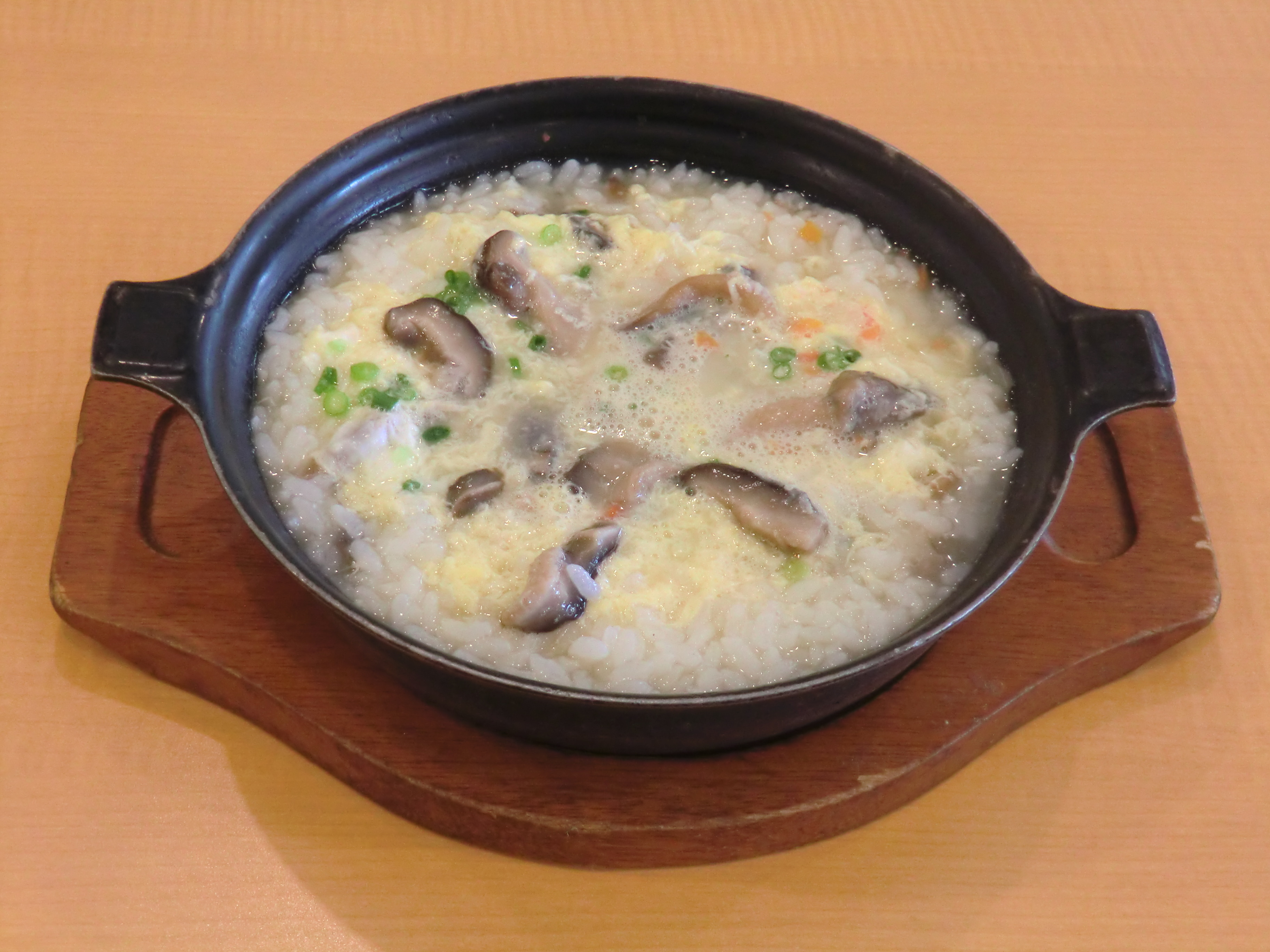
Zosui de champiñón.

El zōsui (雑炊?  lit. "cocina miscelánea") es una sopa de arroz japonesa hecha de arroz precocido y agua. Es de sabor suave y ligero, y se condimenta con salsa de soja o miso. Puede incluir además ingredientes como carne, mariscos, verduras y champiñones. Es un alimento generalmente destinado a personas enfermas o indispuestas, y en gran medida se sirve solo en invierno.
El zosui suele prepararse con sobras de las sopas tipo nabe, y recientemente también se prepara con fideos de ramen o udon en lugar de arroz.

## Historia
El zosui se originó en tiempos donde no era posible mantener caliente el arroz cocido, siendo entonces su combinación con sopa de miso la única forma de reutilizar el arroz frío. Esto era una práctica habitual en casi todo Japón, aunque en la actualidad el plato frecuentemente se prepara solamente para personas enfermas y no como una comida cotidiana.